# Kuwanaspis tanzawensis
Kuwanaspis tanzawensis är en insektsart som beskrevs av Sadao Takagi och Kawai 1966. Kuwanaspis tanzawensis ingår i släktet Kuwanaspis och familjen pansarsköldlöss. Inga underarter finns listade i Catalogue of Life.